# Henry Tillman
Henry Durand Tillman (Los Ángeles, Estados Unidos, 1 de agosto de 1960) es un exboxeador estadounidense que obtuvo la medalla de oro en los Juegos Olímpicos en 1984 en los pesos pesados.

## Biografía

### Amateur
Como amateur Tillman batió en dos ocasiones a Mike Tyson en la clasificatoria para acudir a los Juegos Olímpicos de 1984. Además obtuvo una medalla de plata en los Juegos Panamericanos de 1983 en Caracas.

#### Resultados en los Juegos Olímpicos
- No disputó la 1ª ronda
- Victoria ante Marvin Pérez (Bolivia) RSC 1
- Victoria ante Tevita Taufoou (Tonga) RSC 2
- Victoria ante Angelo Musone (Italia) 5-0
- Victoria ante Willie DeWitt (Canadá) 5-0

### Profesional
Comenzó su carrera profesional el 7 de diciembre de 1984 ante Uriah Grant y después de sus diez primeros combates estuvo imbatido hasta que fue derrotado por Bert Cooper a los puntos en doce asaltos con lo cual perdió su título de la NABF en peso crucero. Después de otras cuatro victorias se enfrentó a Evander Holyfield por el título crucero de la Asociación Mundial de Boxeo pero fue derrotado en siete asaltos. Después de otros ocho combates en los cuales volvió a perder en dos ocasiones se enfrentó a Mike Tyson en la que fue la revancha por las dos victorias de Tillman como amateur pero en esta ocasión perdió en el primer asalto. Después de este combate volvió a pelear en otras cinco ocasiones más en la que venció justo antes de perder su último combate ante Terry Davis en septiembre de 1992.